# Al-Hasan bin Rahma al-Qasimi
al-Hasan bin Rahma al-Qasimi (fl. XIX-XX secolo), è stato emiro di Ras al-Khaima dal 1814 al 1820. Fu accusato dagli inglesi di avere organizzato una serie di atti di pirateria marittima, accuse che lui negò. Nonostante nell'ottobre del 1814 avesse firmato un trattato di pace con gli inglesi, nel dicembre del 1819 fu schierata una forza di spedizione punitiva contro Ras al-Khaima. al-Hasan fu deposto e cedette agli inglesi stipulando un accordo preliminare al trattato marittimo generale del 1820.

## Regno
Nipote del sovrano di Sharja, Sultan I bin Saqr, Hassan bin Rahma divenne sovrano de facto di Ras al-Khaima nel 1814, anche se è probabile che il suo regno sia iniziato prima di quel momento.
Dipendeva dal sovrano dell'Emirato di Dirʿiyya, Abd Allah bin Sa'ud, come da suo padre Sa'ud bin Abd al-Aziz bin Muhammad bin Sa'ud precedentemente. Durante una visita ad Abd Allah a Riad nell'agosto del 1814, Hassan bin Rahma ricevette una lettera dal residente britannico a Bushire che lo accusava di essere responsabile del furto di due navi cariche di grano provenienti da Bombay. Apparentemente i bastimenti furono attaccati da sei imbarcazioni degli al-Qasimi al largo di Karachi il 14 gennaio del 1814, sebbene la lettera dell'agente britannico asserisse che le navi degli al-Qasimi avessero catturato sei o otto imbarcazioni di fronte alle coste di Karachi e Sindh.
al-Hasan negò le accuse, sottolineando che le navi degli al-Qasimi si recavano a Sindh dove commerciavano. Tuttavia, facevano un'attenta distinzione tra i soggetti britannici e l'artigianato nativo di origine indiana e negò di aver catturato qualsiasi imbarcazione con i colori britannici. Questa versione dei fatti venne accettata dal residente, William Bruce.
Il 6 ottobre 1814 fu stipulato un accordo tra Bruce e un rappresentante di Hassan, con il quale gli al-Qasimi acconsentirono a rispettare le navi battenti bandiera britannica e assicurarono alle navi britanniche e degli al-Qasimi un passaggio sicuro ai porti di Ras al-Khaima e dell'India. Le navi degli al-Qasimi si sarebbero distinte facendo volare una bandiera rossa recante il testo "C'è un solo Dio e Maometto è il suo Profeta" nel mezzo.

### Accuse di pirateria
Tuttavia, subito dopo la firma dell'accordo, una nave britannica fu sequestrata mentre visitava Ras al-Khaima con lettere per Hassan da Bruce. L'inviato subì a suo dire "il trattamento più degradante". Una serie di episodi di "pirateria e saccheggio" seguirono poi nei successivi quattro anni. Gli al-Qasimi furono incolpati con fermezza dallo storico J.G. Lorimer, il quale affermò che gli al-Qasimi "ora si abbandonavano a un carnevale di illegalità marittima, a cui anche il loro precedente record non presenta paralleli".
Le accuse britanniche contro gli al-Qasimi in quel momento furono descritte come il risultato di una combinazione di atti di guerra legittima da parte loro contro il Sultanato di Mascate e Oman con cui erano in guerra e della confusione generata dal pirata del Qatar Rahma bin Jabir. Se le accuse fossero prive di fondamento, e facessero quindi parte di un tentativo di frenare il commercio arabo con l'India da parte della Compagnia britannica delle Indie orientali (è questa la tesi avanzata dall'emiro Sultan III bin Muhammad al-Qasimi nel suo libro Myth of Piracy in the Arabian Gulf) o fossero dei veri e propri atti di pirateria, il risultato finale fu lo stesso. Gli inglesi erano decisi a muoversi contro Ras al-Khaima.
Nel marzo del 1819 Hassan bin Rahma si recò dal sovrano del Bahrein, Abdullah ibn Ahmad Al Khalifa, perché mediasse con gli inglesi e rilasciasse i prigionieri. 17 britannici e tutte le donne indiane, furono consegnate agli inglesi. Le sue lamentele sui britannici caddero nel vuoto, così come la sua offerta del settembre del 1819 di inviare tre emissari per negoziare una pace. Arrivati a Bushire, i tre rappresentanti furono respinti.

## La caduta di Ras al-Khaima

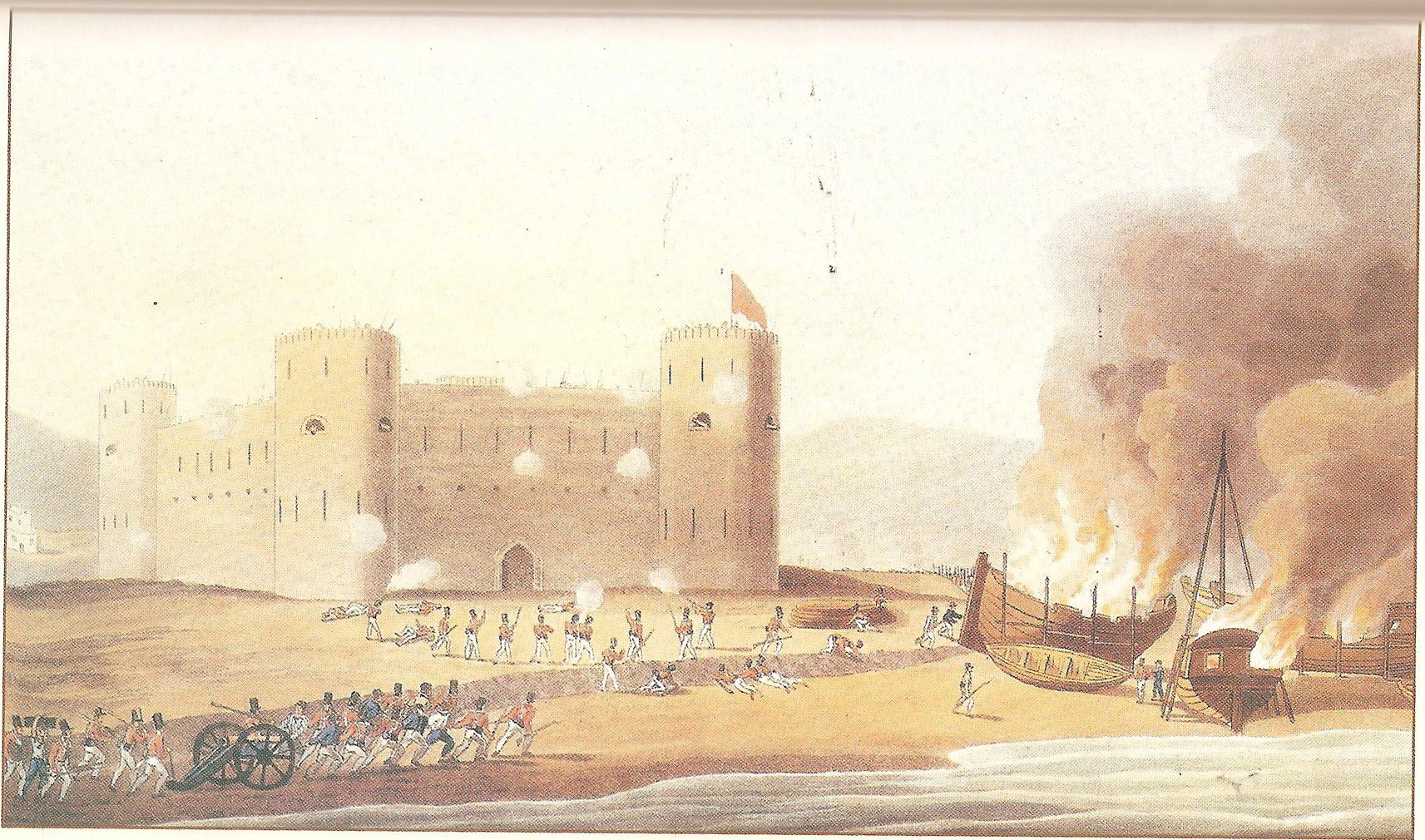
Ras al-Khaima attaccata dai britannici nel dicembre del 1819.

Nel novembre del 1819, gli inglesi intrapresero una spedizione contro Ras al-Khaima, guidata dal generale William Keir Grant con un plotone di 3 000 soldati. Gli inglesi proposero al sultano di Mascate e Oman Sa'id bin Sultan che sarebbe stato nominato sovrano della Costa dei Pirati se avesse accettato di aiutarli nella loro spedizione. Obbiettivamente, mandò una forza di 600 uomini e due navi.
La spedizione si radunò al largo della costa di Ras al-Khaima tra il 25 e 26 novembre e, il 2 e 3 dicembre, le truppe sbarcarono. Il 5 dicembre, la città fu bombardata sia dalla terraferma che dal mare. I bombardamenti continuarono nei quattro giorni successivi fino a quando, il 9, la fortezza e la città di Ras al-Khaima furono assaltate. Durante la caduta di Ras al-Khaima, tre incrociatori furono mandati a bloccare Rams a nord. Trovarono l'abitato deserto in quanto i suoi abitanti si erano ritirati nella fortezza inespugnabile della collina di Dhayah. Il forte cadde il 22 dicembre.
La disfatta di Ras al-Khaima portò a sole cinque vittime britanniche rispetto alle 400-1000 perdite subite dagli al-Qasimi.
La città di Ras al-Khaima fu fatta saltare in aria e venne stabilita una guarnigione composta da 800 sepoy muniti di artiglieria. La spedizione si recò quindi a Jazirat Al Hamra, che era nel deserto, ma poi continuò a distruggere le fortificazioni e le navi più grandi di Umm al-Qaywayn, Ajman, Fasht, Sharja, Abu Hail e Dubai. Furono distrutte anche dieci navi che si erano rifugiate in Bahrein.

## Trattato marittimo generale
Sconfitto, Hassan bin Rahma si consegnò agli inglesi e fu imprigionato. Venne rilasciato quando emerse che la sua prigionia era ampiamente impopolare. Firmò un accordo preliminare con il quale cedette la città di Ras al-Khaima e l'area di Maharah agli inglesi per essere utilizzata come guarnigione.
Il trattato generale per la cessazione del saccheggio e della pirateria per terra e mare, datato 5 febbraio 1820, venne firmato a vari livelli a Ras al-Khaima, nel forte di Falayah e a Sharja dagli sceicchi di Abu Dhabi, Sharja, Ajman, Umm al-Qaywayn e Ras al-Khaima e dagli inglesi.
Hassan bin Rahma firmò il trattato come "sceicco di Hatt e Falna, precedentemente di Ras al-Khaima". "Hatt" è il moderno villaggio di Khatt e "Falna" è oggi Fahlain un sobborgo di Ras al-Khaima non lontano dal forte di Al Falayah.
Nonostante il trattato fosse stato firmato da William Keir Grant e dagli sceicchi, il governo di Bombay chiarì che era insoddisfatto della sua clemenza sulle tribù costiere e desiderava, "se non fosse troppo tardi, introdurre alcune condizioni di maggiore rigore". Inoltre, il rilascio di Husain bin Ali, il leader wahhabita e capo di Rams e Dhayah, fu particolarmente deplorato.
Hassan bin Rahma fu deposto nel 1820 e lo sceicco Sultan I bin Saqr, emiro di Sharja, riottenne piena giurisdizione su Ras al-Khaima.